# Arkemán
Arkemán (en árabe: أركمان‎, en lenguas bereberes: ⵇⵕⵢⵜ, en francés: Arekmane) es un municipio marroquí en la región Oriental. Desde 1912 hasta 1956 perteneció a la zona norte del Protectorado español de Marruecos.